# Erna Hamilton
Erna Hamilton, född 2 oktober 1900, död 29 juli 1996, var en dansk grevinna, icke ackrediterad konsul och grundare av en fond.
Erna Hamilton var dotter till byggmästaren Harald Simonsen och var gift fyra gånger. Från sin förste man Douglas Hamilton fick hon efternamnet Hamilton, grevinnetiteln och sonen Ulph 1920. Hennes tredje man blev kort före sin död utnämnd till konsul för  Dominikanska republiken, och Erna Hamilton blev tillfrågad om hon kunde överta uppdraget.
Efter sonen Ulphs död stiftade hon Minister Erna Hamiltons Legat for Videnskab og Kunst.
Erna Hamilton var en av de sista av Köpenhamns "store damer", och medverkade som huvudperson i Danmarks Radios dokumentärfilm från 1996 Grevinden på tredje..